# Mercedes de Vargas de Chambó
Mercedes de Vargas de Chambó, també coneguda com a Juana de Arco (Alacant, c. 1800 - 17 de juny de 1891), fou una maçona valenciana.
Mercedes Vargas de Chambó era escriptora i maçona activa, integrant de la Lògia Constant Alona núm. 8 d'Alacant. Hi fou iniciada amb el nom de Juana de Arco el 4 de maig de 1883. Set mesos després de la seua iniciació assolí el grau 3r, que conservà fins que es morí. Publicà en el periòdic de la Lògia La Humanidad diversos articles, on destacava la seua visió sobre les dones. Per a ella, la naturalesa femenina era determinant en el seu paper social, limitat a la maternitat, l'educació dels fills i la llar. No considerava la vida intel·lectual com una necessitat vital, sinó com una faceta que complementava les seues funcions en l'àmbit domèstic. Tot i que concebia una revolució en la consciència religiosa i l'accés a la instrucció liberal, pensava que l'educació era un instrument per a convertir les dones en bones companyes per als homes i assolir un espai d'autoritat compartida a la llar, des del qual regenerar la societat. Una visió molt diferent de la que mantenia Rosario Acuña, que separava la identitat femenina de l'exclusiva projecció familiar, i a qui Mercedes va introduir en la lògia alacantina el 20 de febrer de 1886 amb el nom d'Hipatía, aprofitant un viatge d'aquesta per a pronunciar algunes conferències a Alacant.